# G.I.L. Terranova 1939-1940
Questa voce raccoglie le informazioni riguardanti il G.I.L. Terranova nelle competizioni ufficiali della stagione 1939-1940.

## Rosa
| N. |                   | Ruolo | Calciatore                |
| -- | ----------------- | ----- | ------------------------- |
|    | Italia (bandiera) | C     | A. Arnone                 |
|    | Italia (bandiera) | C     | Adolfo Benuzzi            |
|    | Italia (bandiera) | A     | Paolino Careddu           |
|    | Italia (bandiera) | P     | Simplicio Cocciu          |
|    | Italia (bandiera) | C     | Arturo Codecasa           |
|    | Italia (bandiera) | D     | Saverio Dasdia            |
|    | Italia (bandiera) | C     | Mariolino Dejana          |
|    | Italia (bandiera) | A     | Pierino Carlo Esposito    |
|    | Italia (bandiera) | A     | Giulio Giustini           |
|    | Italia (bandiera) | A     | E. Lotti                  |
|    | Italia (bandiera) | D     | Luciano Patalani          |
|    | Italia (bandiera) | C     | Francesco Picciaredda     |
|    | Italia (bandiera) | D     | Giovanni Maria Piccaredda |

| N. |                   | Ruolo | Calciatore           |
| -- | ----------------- | ----- | -------------------- |
|    | Italia (bandiera) | A     | Peppino Picciaredda  |
|    | Italia (bandiera) | A     | Flavio Piras         |
|    | Italia (bandiera) | A     | Catello Piro         |
|    | Italia (bandiera) | D     | Gino Piro            |
|    | Italia (bandiera) | C     | Espero Puccetti      |
|    | Italia (bandiera) | D     | Salvatore Satta      |
|    | Italia (bandiera) | P     | Antonio Spano        |
|    | Italia (bandiera) | D     | Michele Spano        |
|    | Italia (bandiera) | A     | Paolino Spano        |
|    | Italia (bandiera) | D     | Faliero Squarcialupi |
|    | Italia (bandiera) | D     | Diego Vagnoni        |
|    | Italia (bandiera) | C     | Paolo Zandano        |
|    | Italia (bandiera) | P     | Taddeo Zanga         |